# 藍頭異齒䲁
藍頭異齒䲁（學名：Ecsenius ops），又稱藍頭無鬚䲁，為輻鰭魚綱鳚形目䲁科異齒䲁屬的一種，分布於中西太平洋印尼海域，深度4至20公尺，本魚體延長，稍側扁，似圓柱狀；頭鈍短。前鼻孔具一鼻鬚；無眼上鬚及頸鬚，後犬齒，兩側各一個，側線無垂直孔對，眼睛虹膜上有黑色外環，周圍有亮黃色環，頭部藍色，從吻部及眼眶前緣下方至鰓蓋骨後緣有一條淡白色至亮白條紋，身體呈橄欖褐色，沿著背鰭下方有細小的綠黃色條紋狀區域，身體中線處變窄為綠黃色，然後在下方轉為白色，體長可達5.5公分，棲息在水質清徹的珊瑚礁，雌魚產附著性卵，雄魚有護卵行為，幼魚為浮游性，生活習性不明。